# Guerra neerlando-portuguesa
La guerra neerlando-portuguesa va ser un conflicte armat esdevingut entre 1588 i 1654 en el que les forces navals de les Províncies Unides dels Països Baixos van envair les colònies de l'Imperi Portuguès a Amèrica, l'Àfrica i Àsia. Anglaterra va donar suport als neerlandesos durant el transcurs de la guerra, beneficiant-se de la rivalitat entre els seus dos principals rivals en orient.
Pel context polític i temporal en el qual es va iniciar, aquesta guerra podria considerar-se una extensió de la Guerra de flandes deslliurada als Països Baixos entre Espanya i les Províncies Unides, ja que en aquestes dates Portugal formava part de la Monarquia espanyola en una unió dinàstica aeque principaliter. Tanmateix el conflicte va tenir poc a veure amb les ànsies holandeses d'independència i de llibertat religiosa que van originar la de Flandes; les causes que van desencadenar la guerra neerlando-portuguesa van ser les necessitats econòmiques neerlandeses de recuperar el control del comerç de les espècies i les ànsies expansionistes d'estendre un imperi d'ultramar; de fet, les hostilitats van continuar fins i tot després de la separació de Portugal i de la firma de la pau entre Espanya i les Províncies Unides.
El resultat de la guerra va ser la formació d'un Imperi neerlandès amb forta presència al llunyà orient i algunes colònies a la costa oriental de Sud-amèrica i la costa africana.

## Context històric

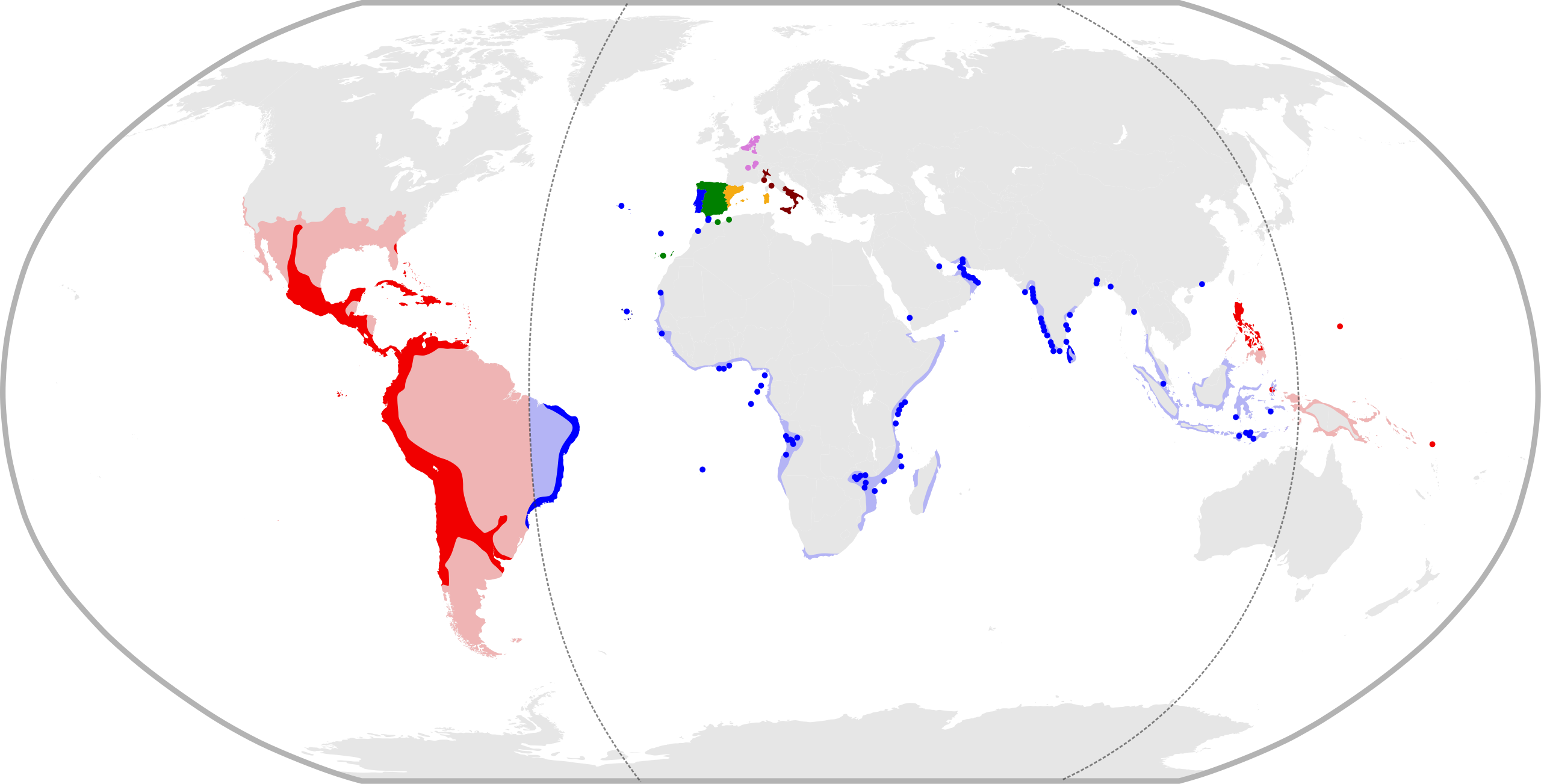
L'Imperi de Felip II al 1598.
Territoris adscrits al Regne de Castella.
Territoris adscrits a la Corona d'Aragó.
Territoris adscrits al Regne de Portugal.
Territoris adscrits al Regne d'Itàlia.
Territoris adscrits a les companyies de les Índies Occidentals que posseïen els regnes adscrits.
Territoris adscrits al Flandes inclouen els territoris disputats amb les Províncies Unides.

Entre 1566 i 1568, les províncies del nord dels Països Baixos, dependents de l'Imperi Espanyol, van començar a deslliurar una guerra contra Espanya per aconseguir la seva independència, la que s'anomenaria la guerra dels vuitanta anys o guerra de Flandes. El 1580, Felip II de Castella es convertiria en rei de Portugal, començant així una unió dinàstica que es prolongaria fins al 1640. Durant el segle xvi, tant Castella com Portugal havien estès els seus dominis cap a Amèrica, l'Àfrica i Orient, conquerint cada un d'ells un vast imperi colonial.
A finals d'aquest segle Espanya es trobava econòmicament debilitada: la fallida de la Hisenda Real espanyola el 1575, la Guerra amb Anglaterra que va incloure la derrota de l'Armada Invencible el 1588 i la participació en les Guerres de religió de França van conduir a Espanya a una debilitat econòmica que es va estendre a Portugal després de la unió d'ambdós països. La situació financera de les Províncies Unides no era gaire millor, després de l'embargament comercial decretat contra elles per Espanya durant el transcurs de la guerra de Flandes.

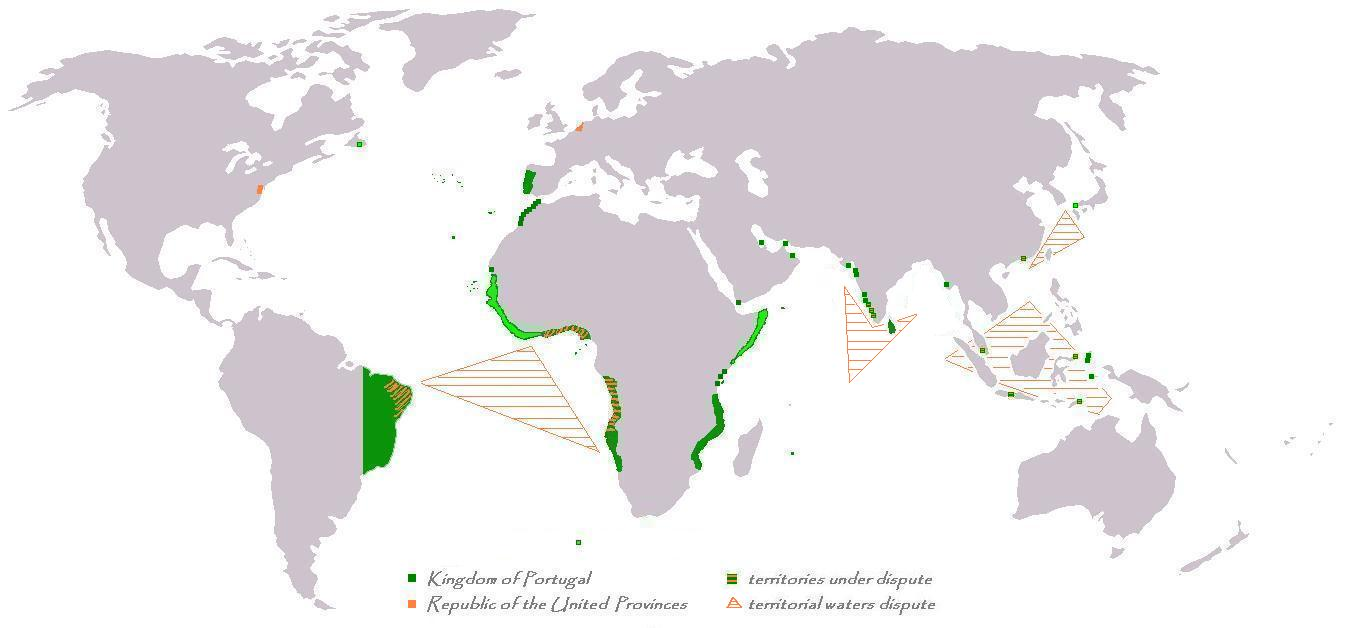
Territoris en litigi durant la guerra.

El 1602 es va fundar la Companyia Neerlandesa de les Índies Orientals, amb l'objectiu de compartir els costos d'exploració de les Índies orientals i restablir el comerç de les espècies, una font d'ingressos vital per a la república de les set Províncies Unides. 20 anys després, a imitació de l'anterior, es va crear la Companyia Neerlandesa de les Índies Occidentals. Ambdues companyies van dur a terme nombroses expedicions, barreja d'operacions comercials i militars, a les colònies portugueses de tot el món.

## La guerra
La intrusió de les Províncies Unides al Brasil començà amb els corsaris neerlandesos que van saquejar les costes de l'Estat de Bahia el 1604 i van capturar Salvador en 1624. De 1630 a 1654 els neerlandesos es van establir al nord-est i van controlar la costa més accessible des d'Europa, però sense penetrar l'interior. Els colons de la Companyia Neerlandesa de les Índies Occidentals al Brasil vivien en setge constant, malgrat la presència a Recife de Joan Maurici de Nassau com a governador.
A principis de 1640, una flota portuguesa-espanyola no va poder desembarcar a Pernambuco, sent destruïda prop de l'illa d'Itamaracá, reprenent-se la guerra pel Brasil. Mentrestant, Cornelis Jol va conquerir l'Illa de São Tomé i Luanda, a Angola, centres que proveïen d'esclaus. Al nord-est del Brasil, els molins de canya de sucre tenien dificultats en un any de plagues i sequera, pressionats per la Companyia de les Índies Occidentals, que va començar a cobrar la liquidació de deutes i a confiscar els molins als agricultors morosos. Aquesta conjuntura va provocar l'esclat de la insurrecció de Pernambuco.
Després de l'aclamació de Joan IV de Portugal el desembre de 1640, durant la Guerra de Restauració portuguesa, les aliances firmades per Portugal amb França i Suècia, el juny i agost de 1641, emmarcades en la Guerra dels Trenta Anys, es realitzaren per poder fer front als interessos castellans a Portugal així com als holandesos a les colònies portugueses. El Tractat de l'Haia de 1641 va ser una treva de deu anys signada entre les Províncies Unides i Portugal, que a la pràctica es va limitar al continent europeu, doncs les hostilitats seguirien a les colònies neerlandeses i portugueses fins al final de la guerra.

### Insurrecció Pernambucana
El 13 de juny de 1645 va començar la Insurrecció Pernambucana encapçalada per André Vidal de Negreiros i João Fernandes Vieira. Inicialment el govern holandès no va donar molta importància al moviment. Només quan se'ls va informar que Henrique Dias i Filipe Camarão avançaven cap a Alagoas es van adonar de la gravetat de la situació. Només llavors el governador holandès va començar a enviar tropes per sufocar els esclats de rebel·lió. El 3 d'agost de 1645, els dos exèrcits es van enfrontar a la batalla de Tabocas. El comandant holandès Hendrick Haus estava convençut que lluitaria contra homes sense experiència militar, i portava un gran nombre de cadenes per fer presoners els rebels. No obstant això, Haus finalment va ser atret a una emboscada que va resultar en la derrota de les tropes holandeses.
La doble victòria portuguesa, a les muntanyes de Guararapes en 1648 i en 1649, es considera l'episodi decisiu de la Insurrecció Pernambucana, que va acabar amb les invasions holandeses del Brasil i l'anomenat Brasil neerlandès al segle xvii. Després de les derrotes a Guararapes, els seus supervivents i les altres guarnicions de Nova Holanda es van reunir a la zona de Recife, i després de ferotges combats i un setge de dos anys, els portuguesos van entrar victoriosos a la ciutat el 28 de gener de 1654 acabant amb la pèrdua holandesa de la darrera colònia brasilera després de la Insurrecció Pernambucana.

## Acords de pau i conseqüències

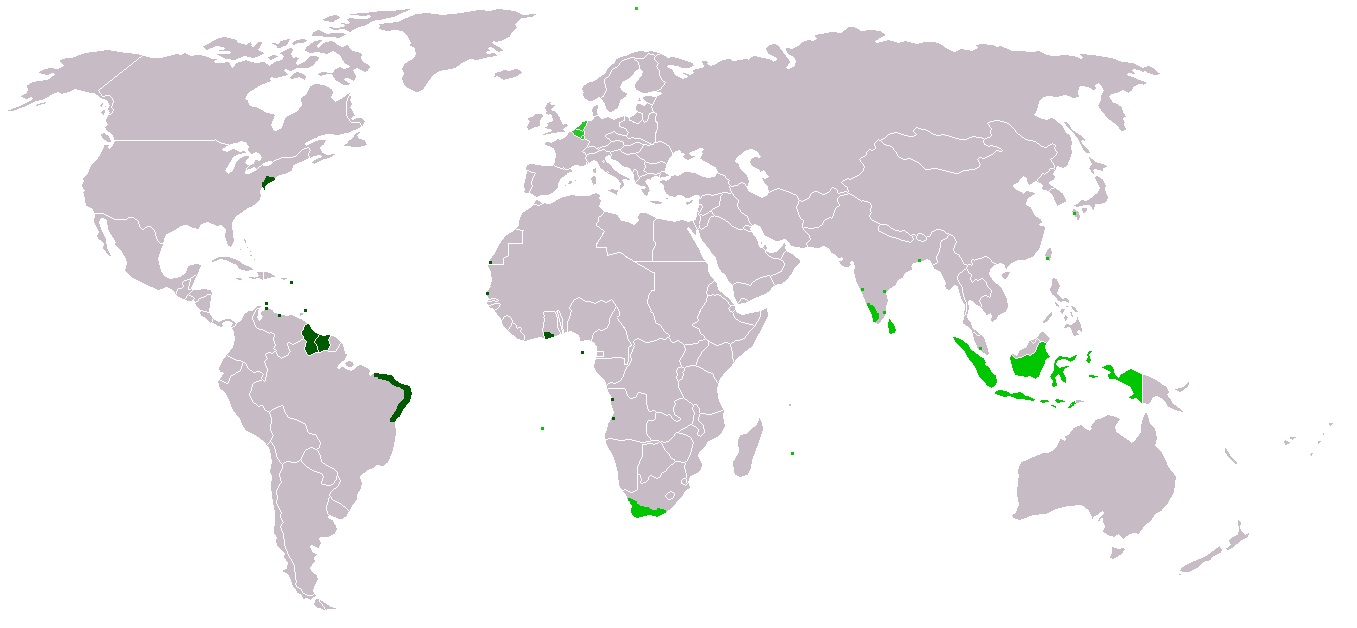
L'imperi neerlandès. En verd clar les zones controlades per la Companyia Neerlandesa De Les Índies Orientals i en fosc, de les Índies Occidentals.

L'agost de 1661 Alfons VI de Portugal i els Estats Generals dels Països Baixos van firmar el Tractat de la Haia, mitjançant el qual es posava fi a la guerra neerlando-portuguesa. Segons les condicions de l'acord, Portugal es quedava amb possessió de totes les poblacions de la costa del Brasil a canvi d'una substanciosa indemnització a les Províncies Unides, mentre les conquestes fetes en altres llocs del món quedaven sota sobirania de qui les ocupés en el moment de la firma del tractat. Les Províncies Unides van aconseguir controlar diverses zones d'Orient, la costa africana i Amèrica, formant l'imperi neerlandès.